# Ali Younesi
Ali Younesi (en persan : علی یونسی) est un homme politique iranien, qui a notamment été ministre du Renseignement de la République islamique d'Iran au sein du gouvernement de Mohammmad Khatami.

## Biographie
Après la révolution islamique, Younesi est le chef du tribunal révolutionnaire islamique (en) de Téhéran et plus tard le chef du bureau politico-idéologique des gardiens de la révolution islamique. 
Il a été ministre du renseignement et membre du Conseil suprême de sécurité nationale sous la présidence de Mohammad Khatami.